# Средњи Раденци
Средњи Раденци (словен. Srednji Radenci) је насељено место у општини Чрномељ, регија Југоисточна Словенија, Словенија.

## Историја
До територијалне реорганизације у Словенији били су у саставу старе општине Чрномељ.

## Становништво
У попису становништва из 2011. године, Средњи Раденци су имали 28 становника.
| Број становника према пописима | Број становника према пописима | Број становника према пописима |
| ------------------------------ | ------------------------------ | ------------------------------ |
| 1991                           | 2002                           | 2011                           |
| 29                             | 28                             | 28                             |